# Roskilde Søndre Sogn
Roskilde Søndre Sogn 

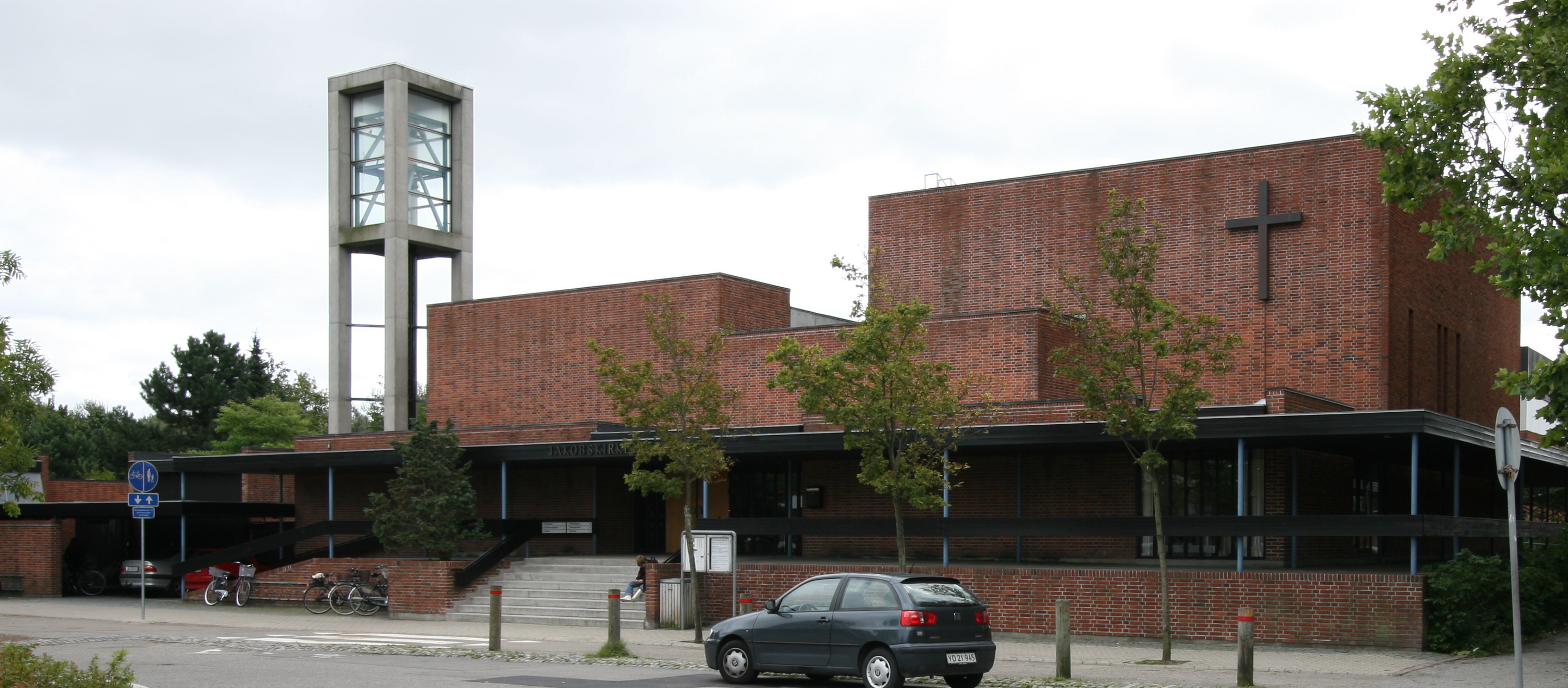
Jakobskirken

ist eine Kirchspielsgemeinde (dän.: Sogn)
auf der Insel Sjælland im südlichen Dänemark.
Bis 1970 gehörte sie zur Harde Sømme Herred im damaligen Københavns Amt (bis 1808: Roskilde Amt), danach zur Roskilde Kommune im „neuen“ Roskilde Amt, die im Zuge der  Kommunalreform zum 1. Januar 2007 in der „neuen“ Roskilde Kommune in der Region Sjælland aufgegangen ist.
Von den 52.580 Einwohnern von Roskilde leben 9726 im Kirchspiel Roskilde Søndre Sogn (Stand: 1. Januar 2023).
Im Kirchspiel liegt die Kirche „Jakobskirken“.
Nachbargemeinden sind im Norden Roskilde Domsogn, im Osten Vindinge Sogn und im Süden Vor Frue Sogn.